# Ulica Adama Mickiewicza w Białymstoku

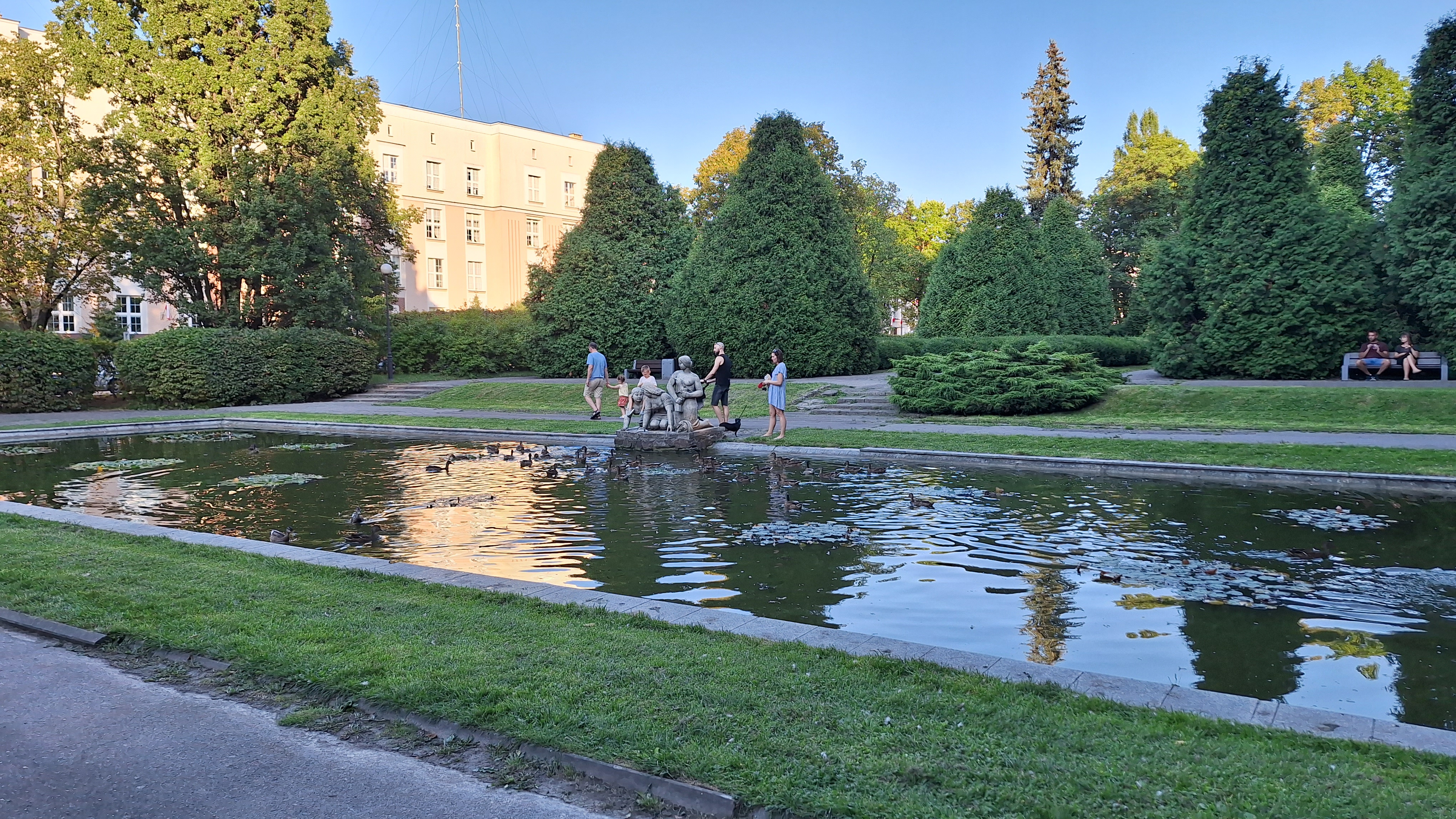
Park miejski Planty z widoczną rzeźbą Praczki

Ulica Adama Mickiewicza – reprezentacyjna ulica biegnąca od centrum Białegostoku – placu Branickich poprzez osiedla: Mickiewicza oraz Dojlidy, ciągnąc się aż do granic miasta (skrzyżowanie z ul. Brzoskwiniową) o długości ok. 5,5 km.

## Pochodzenie nazwy
Nazwa ulicy została nadana na cześć narodowego wieszcza, poety polskiego romantyzmu, autora dramatu Dziady oraz epopei narodowej Pan Tadeusz Adama Mickiewicza.

## Historia ulicy
Ulica Adama Mickiewicza swój początek bierze na wprost Pałacu Branickich. W przeszłości prowadziła w kierunku Lublina, Zamościa poprzez Drohiczyn. Aktualnie pełni rolę ulicy wewnątrzmiejskiej, przy której ma siedzibę szereg instytucji (urząd wojewódzki, sądy, archiwum państwowe). W początkowej fazie swego biegu ulica dzieli tereny zielone położone wokół pałacu w południowo-wschodniej jego części na park miejski Planty oraz na park im. ks. J. Poniatowskiego na terenie, którego przy ul. Elektrycznej 12 jest położony Teatr Dramatyczny noszący imię pierwszego dyrektora Aleksandra Węgierki, nieopodal znajduje się Konsulat Generalny Białorusi w Białymstoku.

## Otoczenie
Przy ulicy A. Mickiewicza znajdują się m.in.:
- Pałac Branickich
- park im. ks. J. Poniatowskiego
- park miejski Planty
- Atrium Biała w Białymstoku
- Skwer ze stawem im. ks. Henryka Szlegiera[3]
- ul. Mickiewicza 1 - Uniwersytet w Białymstoku - Wydział Prawa
- ul. Mickiewicza 2 - arsenał Branickich (aktualnie Galeria Arsenał)
- ul. Mickiewicza 2a/2d - budynki dydaktyczne Uniwersytetu Medycznego (2d - dawna oranżeria Branickich)
- ul. Mickiewicza 3/5 - Podlaski Urząd Wojewódzki
- ul. Mickiewicza 5 - Sąd Apelacyjny w Białymstoku
- ul. Mickiewicza 49 - Wyższa Szkoła Wychowania Fizycznego i Turystyki
- ul. Mickiewicza 54A - Kościół parafialny pw. Św. Ojca Pio[4]
- ul. Mickiewicza 101 - Archiwum Państwowe w Białymstoku
- ul. Mickiewicza 103 - Sąd Rejonowy w Białymstoku

## Galeria zdjęć

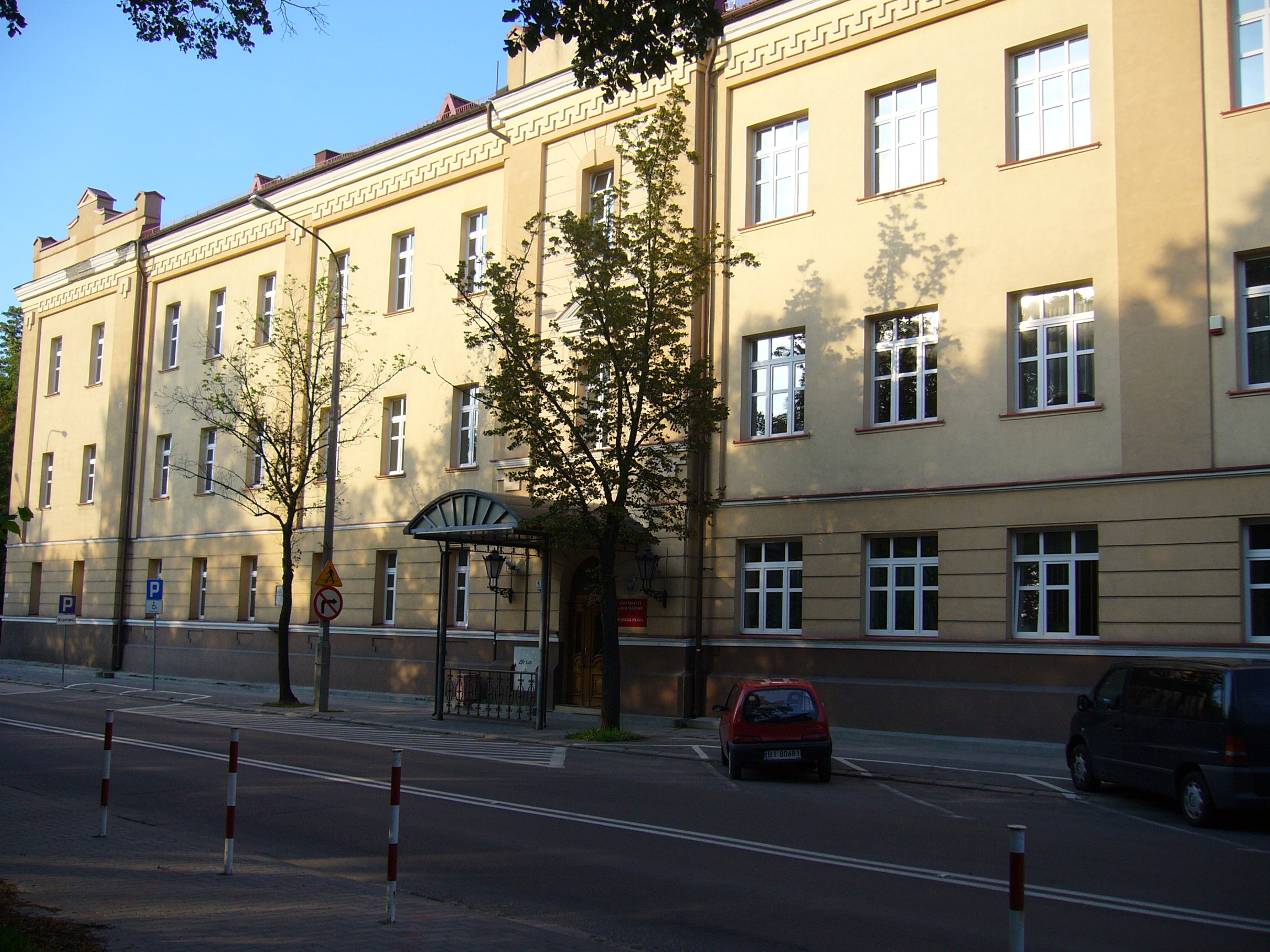
Uniwersytet w Białymstoku Wydział Prawa
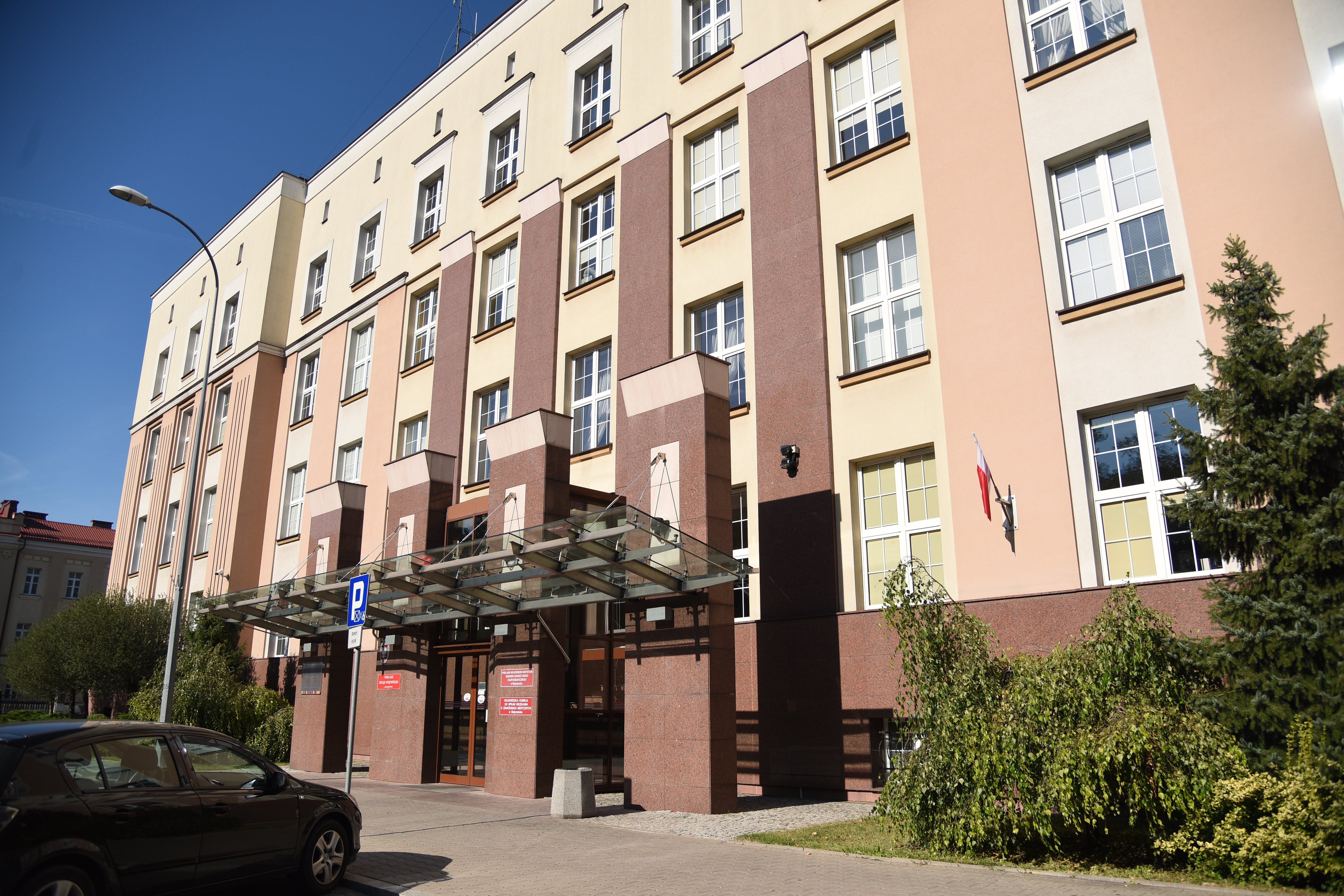
Podlaski Urząd Wojewódzki
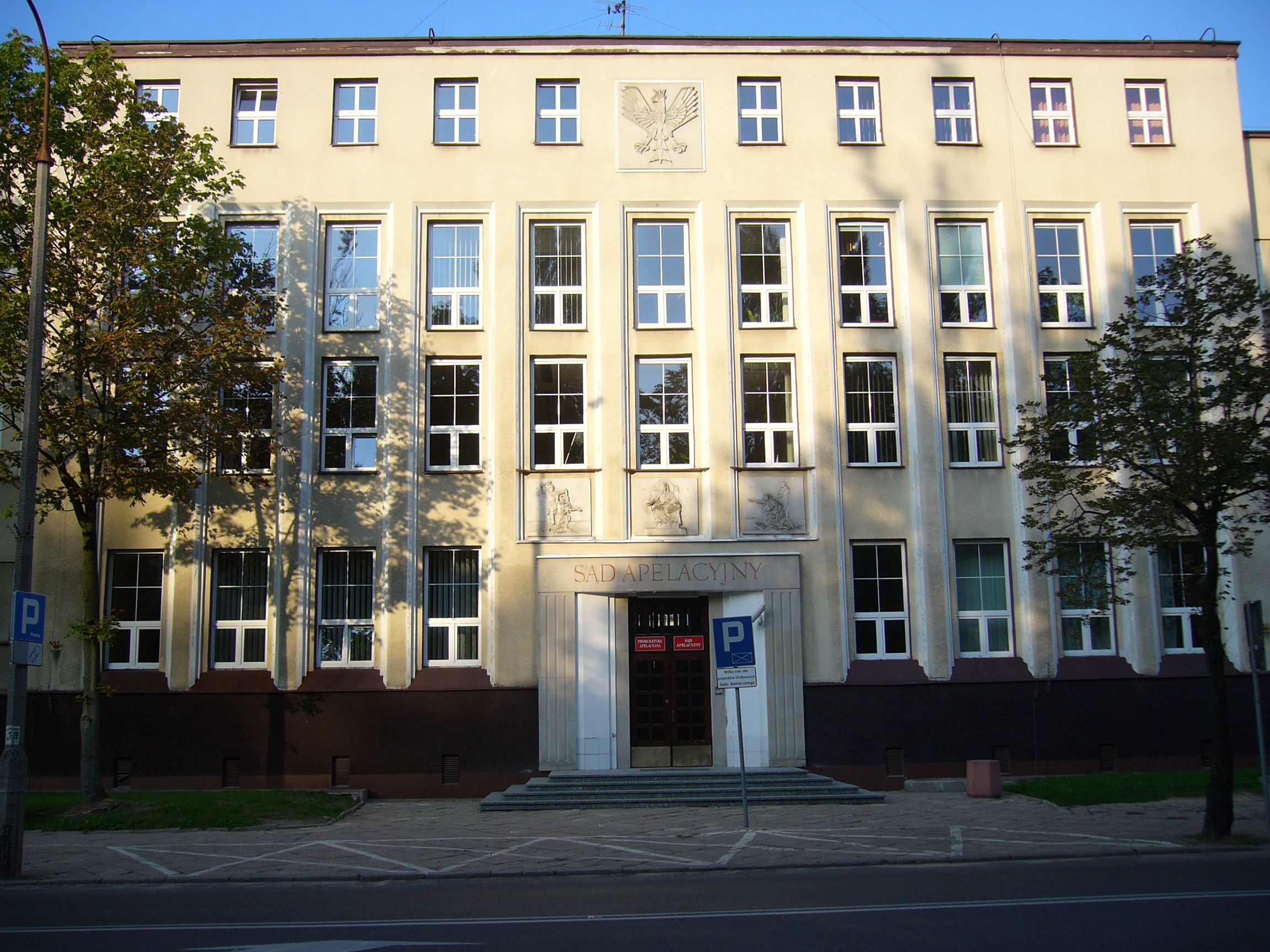
Sąd Apelacyjny w Białymstoku
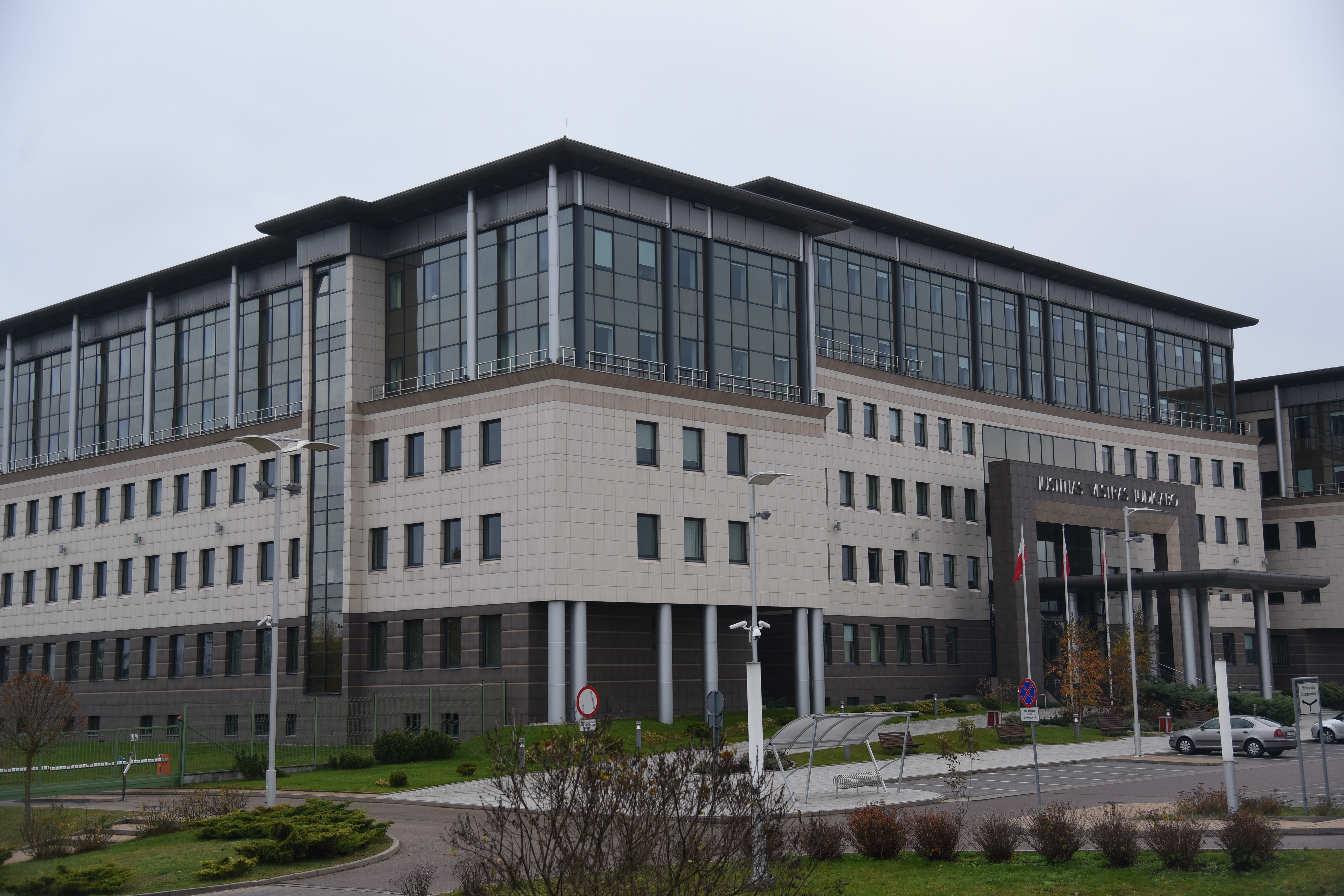
Sąd Rejonowy w Białymstoku